# Servicio Electoral de Chile
El Servicio Electoral de Chile (Servel) es un organismo autónomo de rango constitucional, con personalidad jurídica y patrimonio propios, encargado de la administración, supervigilancia y fiscalización de los procesos electorales y plebiscitarios; del cumplimiento de las normas sobre transparencia, límite y control del gasto electoral; de las normas sobre los partidos políticos y las demás funciones que la ley orgánica constitucional respectiva, así como de mantener el sistema de inscripciones electorales y de registro de partidos políticos. Es la máxima autoridad administrativa en la materia electoral en la República de Chile. 
La organización y atribuciones del Servicio Electoral están establecidas en una ley orgánica constitucional. Su forma de desconcentración, las plantas, remuneraciones y estatuto del personal están establecidos en una ley. Su domicilio se encuentra ubicado en la capital de la República, Santiago de Chile.
Inició sus funciones el 1 de octubre de 1986 como sucesor de la Dirección del Registro Electoral, mientras que la justicia electoral está a cargo del Tribunal Calificador de Elecciones y de los Tribunales Electorales Regionales. Se le otorgó autonomía constitucional mediante una reforma en 2015.

## Historia

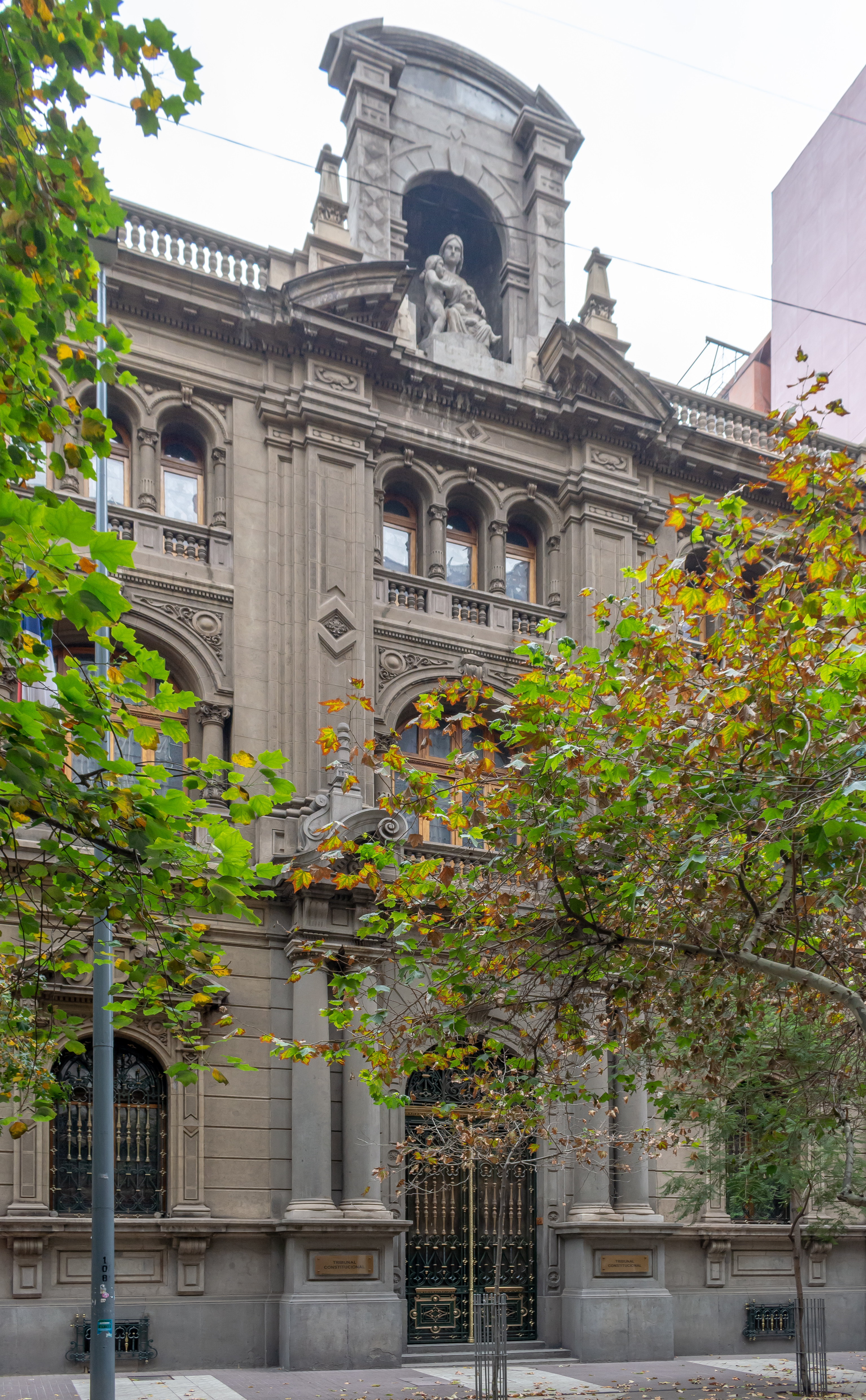
Sede de la Dirección del Registro Electoral entre 1957 y 1977.

El Servicio Electoral de Chile tiene sus orígenes en el Conservador del Registro Electoral, fundado el 17 de marzo de 1925 mediante el Decreto Ley N.° 343, y que comenzó a recibir las inscripciones electorales desde el 15 de abril del mismo año, mientras que el Decreto Ley N.° 623 del 17 de octubre de 1925 estableció la planta de funcionarios de la institución, fijándola en 6 trabajadores. El 19 de octubre de 1925, Ramón Zañartu Eguiguren fue designado como conservador del Registro Electoral. Inicialmente su labor era recopilar los registros electorales realizados en cada Junta Inscriptora, a lo que se le sumó la labor de depuración de los registros electorales tras la entrada en vigencia de la ley N.° 4.554, publicada el 12 de febrero de 1929.
Mediante el Decreto con Fuerza de Ley N.° 82 del 7 de abril de 1931 —según lo establecido en la ley N.° 4.763 del 7 de enero de 1930— el Conservador del Registro Electoral fue reemplazado por la Dirección del Registro Electoral, que existió hasta 1986. La sede de la Dirección del Registro Electoral inicialmente se encontraba en las oficinas correspondientes al Senado en el palacio del Congreso Nacional. Desde 1957 hasta 1977 su sede se ubicó en el edificio de la ex Caja de Crédito Hipotecario, que actualmente es la sede del Tribunal Constitucional de Chile, y hasta 1986 retornó a las oficinas del Senado en el palacio del Congreso Nacional, institución que se encontraba clausurada desde el golpe de Estado del 11 de septiembre de 1973.
Tras el golpe de Estado de 1973, se determinó la inoperancia práctica de los registros electorales y la necesidad de su depuración, tras las acusaciones de fraude surgidas en las últimas elecciones parlamentarias; esto generó que en julio de 1974 fueran destruidos los registros electorales chilenos, con lo cual se perdió información respecto de procesos de votaciones previos a 1973.

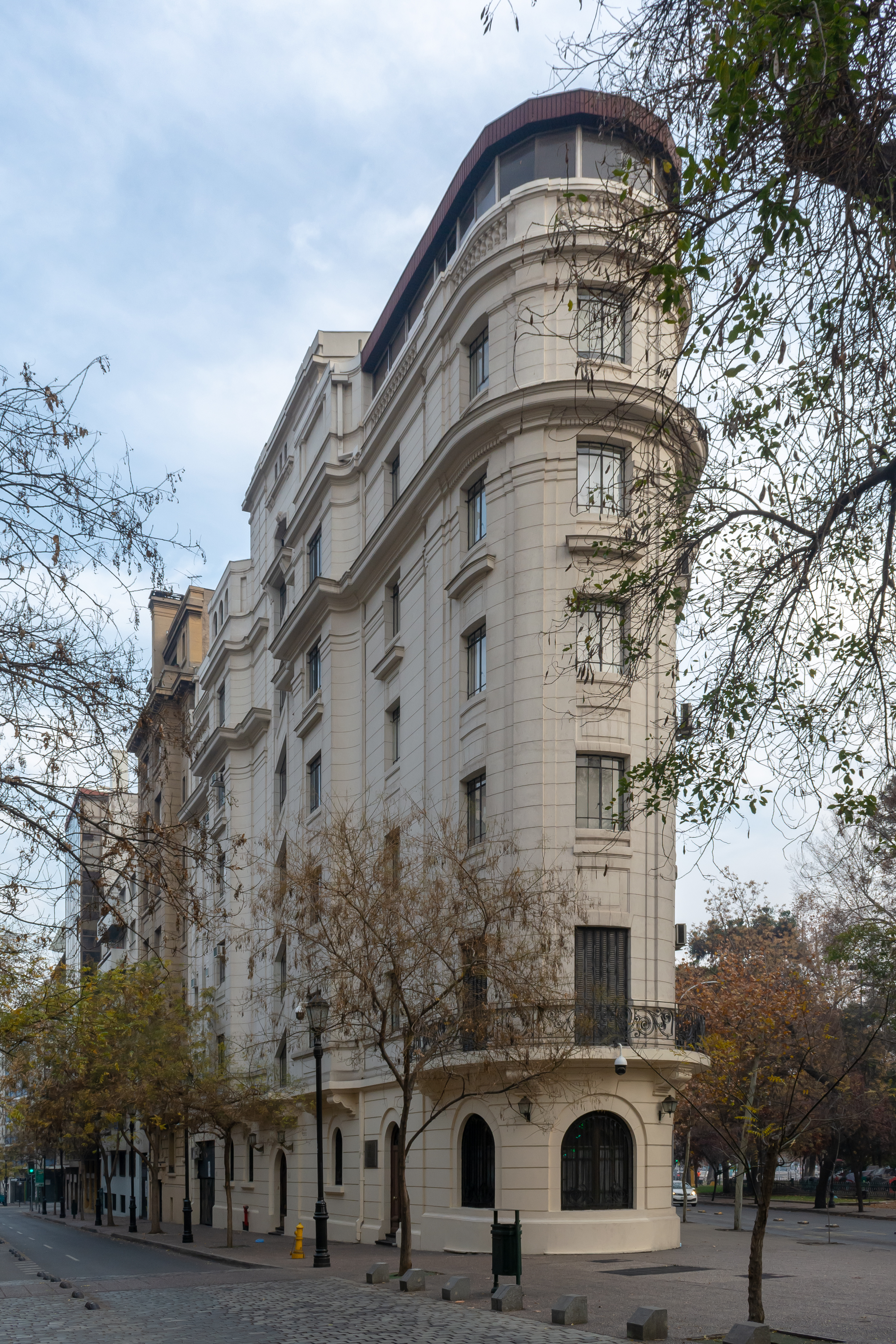
Sede nacional del Servicio Electoral en Santiago desde 1986.

El Servicio Electoral fue creado mediante la ley N.° 18.556, publicada el 1 de octubre de 1986, iniciando sus funciones ese mismo día y siendo declarado sucesor legal de la Dirección del Registro Electoral. La repartición se instaló en su sede definitiva en Esmeralda 611; inicialmente ocupaba solo los pisos 6 y 7 además del subterráneo, mientras que en enero de 1987 se le asignaron los demás pisos, ocupando el inmueble en su totalidad. El edificio, de estilo Art Nouveau y ubicado en la punta de diamante generada por las calles Esmeralda e Ismael Valdés Vergara, fue construido en 1934 por los arquitectos Fernando de la Cruz y Hernán Rojas Santa María.
La ley N ° 20.568 del 31 de enero de 2012, que incorporó la inscripción automática y el voto voluntario, modificó la estructura del Servel, creando la figura del Consejo Directivo. La reforma constitucional ocurrida mediante la ley N.° 20.860 del 20 de octubre de 2015 le otorgó autonomía constitucional al Servel.
En junio de 2018, la Unidad de Atención Ciudadana inició el proceso de conformación del Archivo Histórico del Servicio Electoral; se realizó un diagnóstico inicial, mediante el cual se identificaron documentos electorales desde 1925 hasta 1973, y se estableció el Fondo Juan Ignacio García, consistente en archivos personales del exdirector del Servel. En 2019 se incorporaron al archivo, documentos de Protocolo Electoral, perteneciente al Fondo del Registro Electoral.

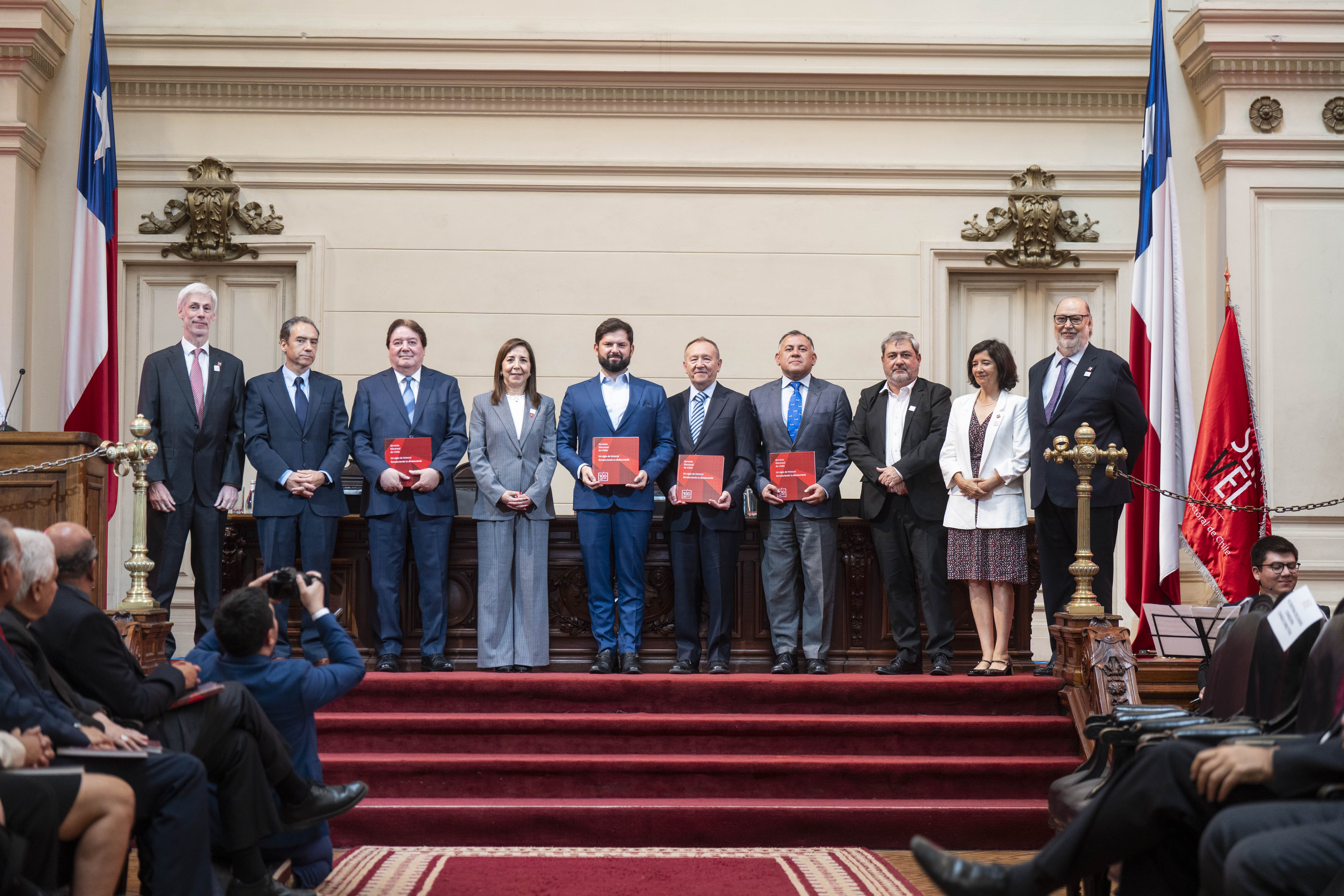
Conmemoración de los 100 años del Servicio Electoral de Chile (2025).

El 17 de marzo de 2025 el Servicio Electoral celebró el centenario de su fundación mediante un acto realizado en el Salón de Honor del palacio del ex Congreso Nacional de Chile en Santiago, al cual asistió el presidente de la República, Gabriel Boric, y altas autoridades del país. En la ocasión se destacó que el organismo se encontraba en el tercer lugar del Índice Global de Integridad Electoral y fue presentado un libro recopilatorio de la historia del Servel.
El 13 de mayo de 2025, el Servel inauguró un nuevo edificio institucional, ubicado en Santo Domingo 628 y que alberga a las tres subdirecciones del servicio (Control del Gasto y Financiamiento Electoral; Partidos Políticos; y Registro, Inscripciones y Acto Electoral), además de la División de Desarrollo de Personas y la Unidad de Atención Ciudadana, las cuales se encontraban repartidas en diferentes edificios de oficinas en el centro de Santiago.

## Organización

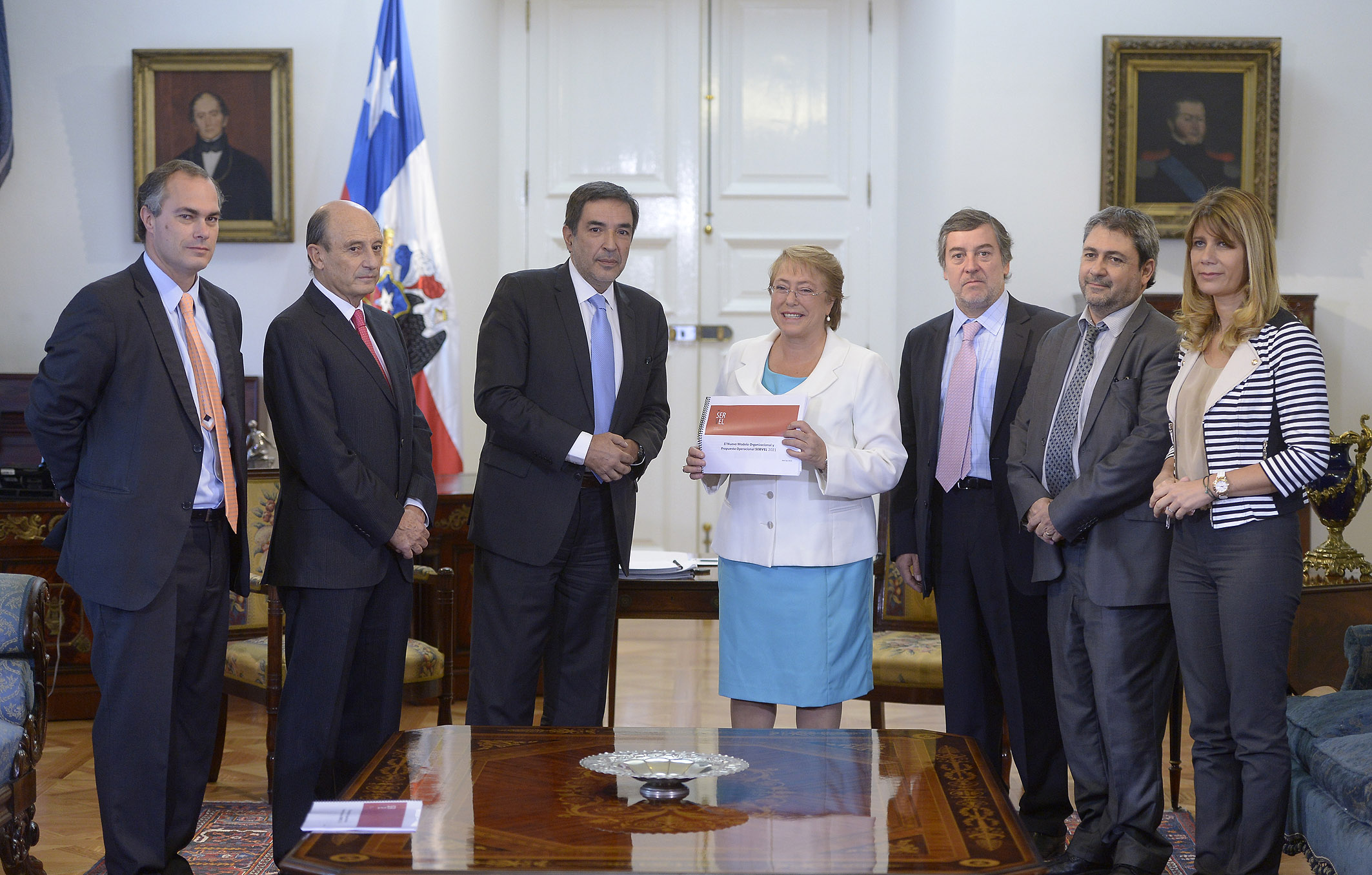
Consejeros del Servel en audiencia con la presidenta Michelle Bachelet en 2015.

Desde 2012, producto de la promulgación de la ley N.° 20.568, los órganos de dirección del Servicio Electoral son el consejo directivo y su director; al consejo le corresponde la dirección superior del Servicio y la dirección administrativa al director. El organismo se relacionaba hasta 2015 con el presidente de la República por intermedio del Ministerio del Interior y Seguridad Pública.
El consejo directivo del Servicio Electoral es un órgano colegiado de cinco miembros, designados por el presidente de la República, previo acuerdo del Senado, adoptado por los dos tercios de sus miembros en ejercicio. El presidente del consejo directivo es el encargado de comunicar los acuerdos que adopte dicha instancia sobre las materias de su competencia, al director nacional del Servel, al Tribunal Calificador de Elecciones y a los Tribunales Electorales Regionales.
El director nacional del Servicio Electoral es el representante legal del mismo y su jefe superior.

### Consejo directivo
- Pamela Figueroa Rubio (presidenta)[30]
- Jorge Manzano Gouet (consejero)[31]
- María Cristina Escudero Illanes (consejera)
- David Huina Valenzuela (consejero)
- Alfredo Joignant Rondón (consejero)

#### Presidentes del Consejo Directivo
| Titular | Titular                   | Inicio                | Final                 | Presidente de la República                                            |
| ------- | ------------------------- | --------------------- | --------------------- | --------------------------------------------------------------------- |
|         | Juan Emilio Cheyre        | 18 de febrero de 2013 | 21 de agosto de 2013  | Sebastián Piñera                                                      |
|         | Patricio Santamaría Mutis | 21 de agosto de 2013  | 27 de febrero de 2021 | Sebastián Piñera (2013-2014; 2018-2021) Michelle Bachelet (2014-2018) |
|         | Andrés Tagle Domínguez    | 27 de febrero de 2021 | 3 de marzo de 2025    | Sebastián Piñera (2021-2022) Gabriel Boric (2022-2025)                |
|         | Pamela Figueroa Rubio     | 3 de marzo de 2025    | en el cargo           | Gabriel Boric (2025-presente)                                         |

### Directores nacionales
Hasta enero de 2012, el director nacional ejercía la dirección superior exclusiva del Servel.
| Titular | Titular                               | Inicio                | Final                    |
| ------- | ------------------------------------- | --------------------- | ------------------------ |
|         | Ramón Zañartu Eguiguren               | 19 de octubre de 1925 | 25 de abril de 1958      |
|         | Óscar Rojas Astaburuaga               | 25 de abril de 1958   | 30 de septiembre de 1965 |
|         | Andrés Rillón Romani                  | 1 de octubre de 1965  | 13 de junio de 1977      |
|         | Juan Ignacio García Rodríguez         | 13 de junio de 1977   | 18 de febrero de 2013    |
|         | Elizabeth Cabrera Burgos (interina)   | 18 de febrero de 2013 | 13 de agosto de 2014     |
|         | Eduardo Charme Aguirre                | 13 de agosto de 2014  | 7 de abril de 2016       |
|         | Elizabeth Cabrera Burgos (subrogante) | 7 de abril de 2016    | 4 de enero de 2017       |
|         | Raúl García Aspillaga                 | 4 de enero de 2017    | En el cargo              |

### División interna

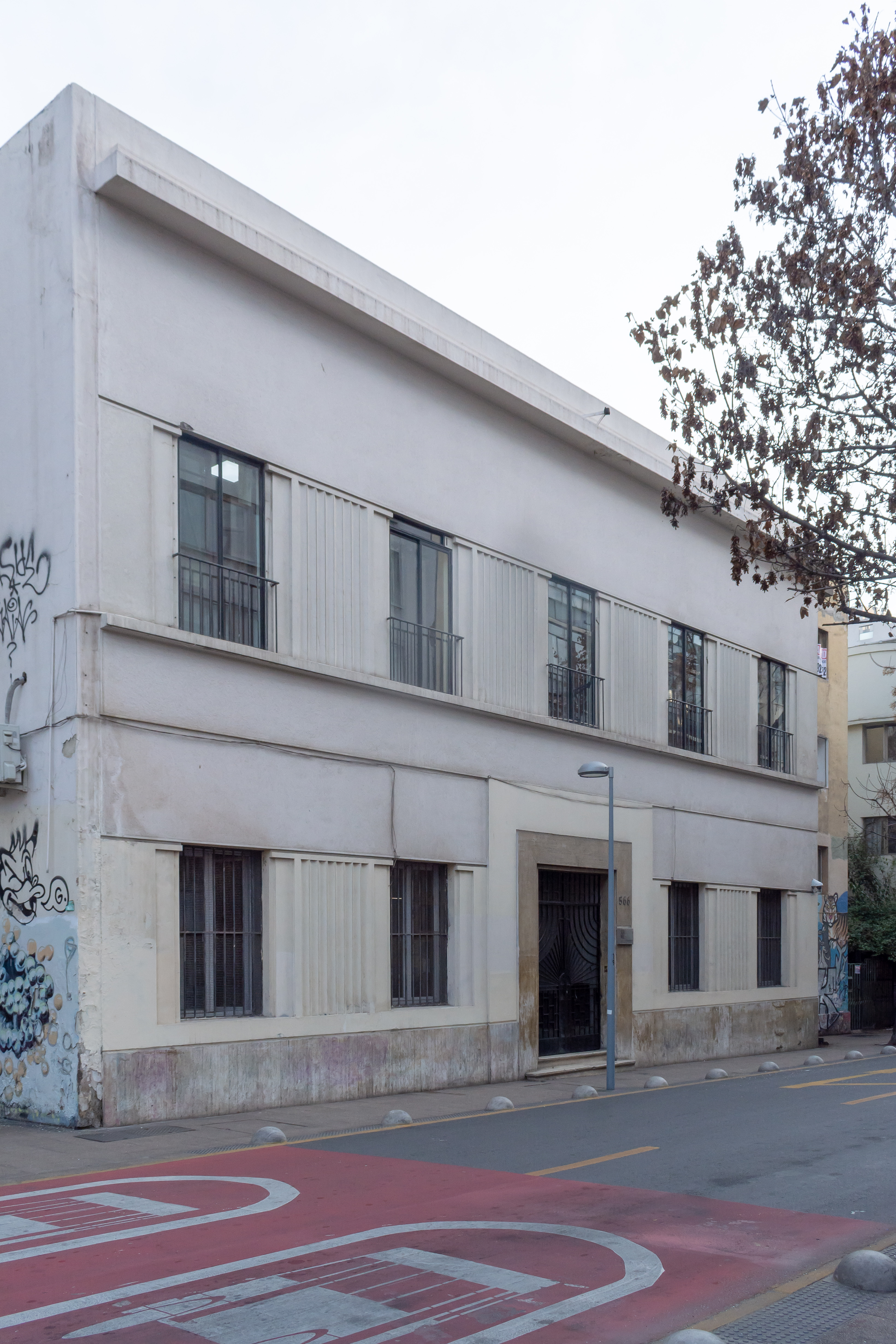
Sede de la Dirección Regional Metropolitana del Servel.

El Servicio Electoral se encuentra dividido administrativamente en tres subdirecciones y territorialmente en 16 direcciones regionales:
- Subdirección de Registro, Inscripciones y Acto Electoral.
- Subdirección de Partidos Políticos.
- Subdirección de Control del Gasto y Financiamiento Electoral.
- Direcciones Regionales.